# Holga

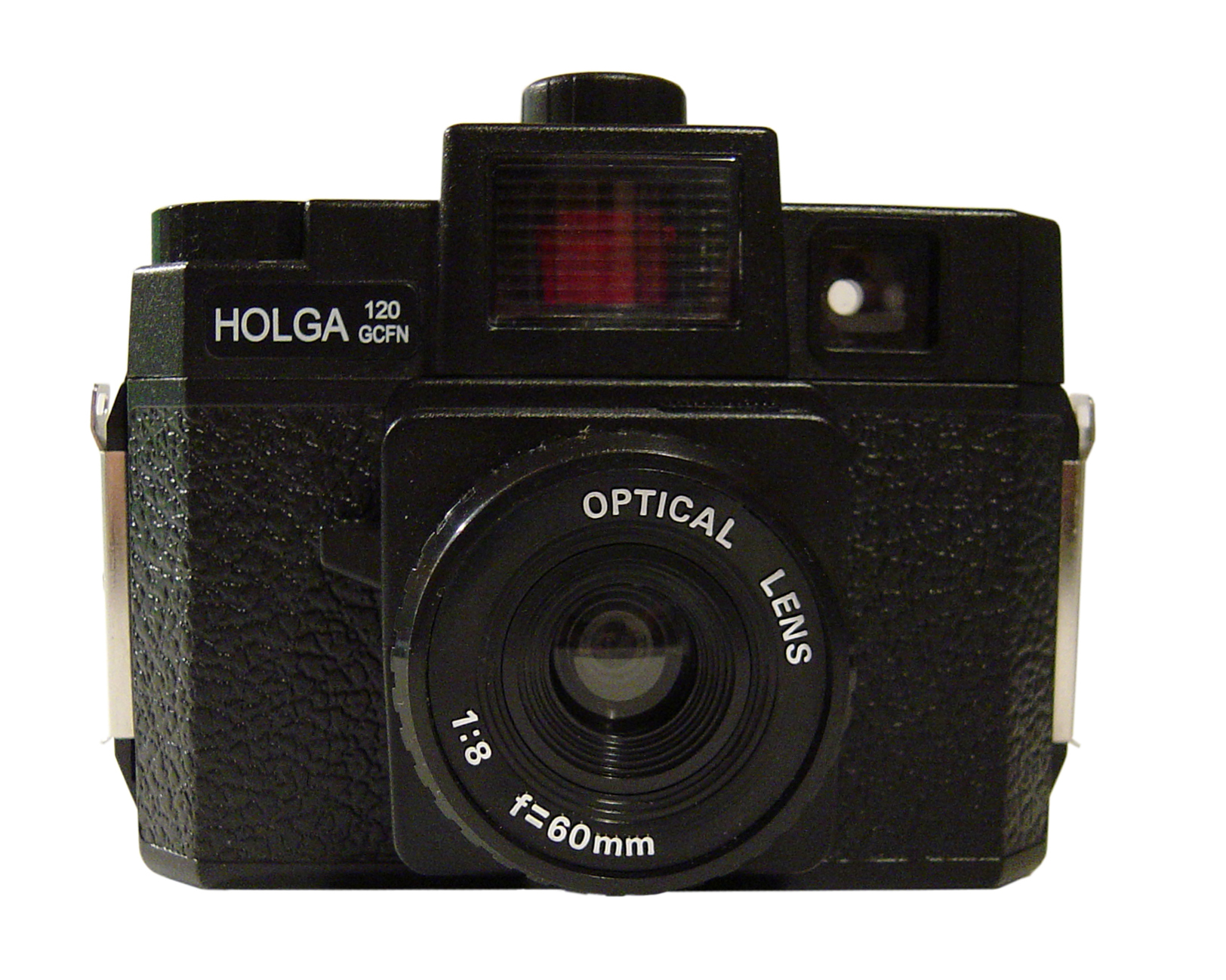
Aparat Holga 120 GCFN

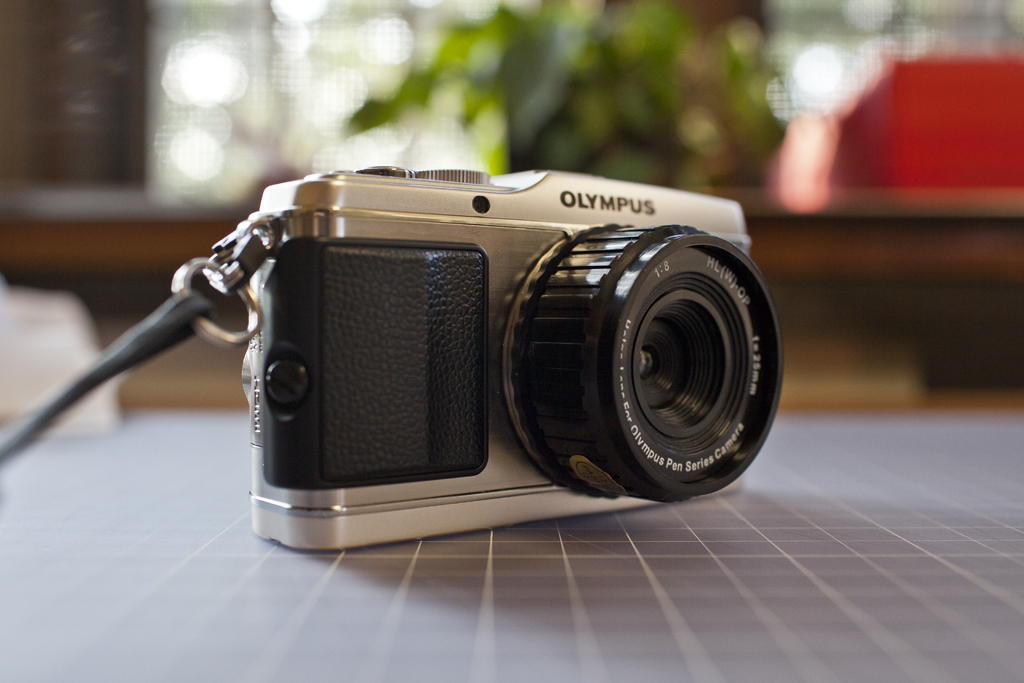
Obiektyw Holga zamontowany na cyfrowym aparacie firmy Olympus

Holga – tani plastikowy aparat średnioformatowy produkowany w Chinach, posiadający prosty obiektyw dający charakterystyczne efekty.
Holga została zaprojektowana w 1982 roku, jako aparat dla mniej zamożnych ludzi. Aparat posiada plastikowy obiektyw lekko szerokokątny 60mm, który sprawia, że ostry jest tylko centralny obszar zdjęcia, reszta jest lekko rozmyta. Aparat może przepuszczać światło przez szczeliny w obudowie. Posiada tylko jedną przesłonę f/11 oraz dwa czasy 1/100 sekundy oraz czas bulp (czas ręczny). Aparat Holga posiada 4 ustawienia ostrości: 1m, 2m, 6m oraz 10m - nieskończoność. Ustawienia ostrości nie są jednak dokładne.
Pod koniec 2015 roku, przestano produkować aparaty Holga, jednak produkcja została wznowiona w 2017 roku.
Holga zyskała drugie życie, gdy została odkryta przez fotografów szukających bardziej artystycznych efektów m.in. dzięki ruchowi lomografii.
Dostępne są także plastikowe obiektywy Holga dla aparatów cyfrowych.